# 蒂氏裸光蓋麗魚
蒂氏裸光蓋麗魚，為輻鰭魚綱鱸形目隆頭魚亞目慈鯛科的其中一種，分布於南美洲黑河中游及Tacuarí河流域，體長可達10公分，棲息在沙石底質溪流中底層水域，生活習性不明。

## 擴展閱讀
維基物種上的相關：蒂氏裸光蓋麗魚